# Очисні роботи

Очисні́ робо́ти — сукупність гірничих робіт, що виконуються у підземній очисній виробці з метою видобування корисної копалини.
На в у г і л ь н и х шахтах комплекс процесів і операцій включає: руйнування товщі з відділенням вугілля від вибою та навантаження його на транспортний механізм, доставку до транспортної виробки, кріплення очисної виробки, управління гірничим тиском.
На р у д н и х шахтах О.р., як правило, включають: відбійку — відокремлення руди від масиву і її дроблення; доставку рудної маси до транспортних виробок; повторне дроблення руди; іноді — закладення або кріплення очисного простору.
До очисних робіт належать роботи з видобування корисної копалини в частині родовища, де виконані підготовчі й нарізні роботи.
ТЕХНОЛОГІЧНА СХЕМА ОЧИСНИХ РОБІТ — опис способів виконання та взаємне поєднання у часі і просторі процесів виймання корисних копалин в очисному вибої та транспортування, а також кріплення і провітрювання виробки. Визначається гірничо-геологічними умовами.
Очисні роботи включають такі основні виробничі процеси:
- відбійка (обвалення),
- випуск і доставка корисної копалини,
- кріплення і управління покрівлею у очисному вибої.

Виробки, утворені при очисному видобуванні руди, називають очисними виробками або очисним простором. До них належать: воронки, компенсаційні й вирубні камери, відрізні щілини, видобувні камери, траншеї.